# Cueva de Eurípides

La Cueva de Eurípides (en griego: Σπήλαιο του Ευριπίδη, romanizado: Spílaio tou Evripídi) es una cueva y yacimiento arqueológico de la isla de Salamina, en Grecia. Se encuentra en la parte sur de la isla, cerca de los pueblos de Peristeria y Kolónes.
La cueva, conocida como la Cueva de Eurípides, ha estado en uso desde la período neolítico y, en particular, desde alrededor del 5300-4300 a. C. A finales de la período micénico, entre el 1300 y el 1100 a. C., la cueva se utilizaba como lugar de enterramiento. En la Antigüedad clásica, a finales del 400 a. C., la cueva sirvió de refugio al dramaturgo Eurípides. Se cree que escribió allí su tragedia Hipólito. Posteriormente, se ubicó en la cueva un santuario de Dioniso, que también estuvo asociado a un culto dedicado a Eurípides. El santuario se utilizó especialmente en el período helenístico entre 200 y 100 a. C.Tras su destrucción por un terremoto, el culto a Dioniso y Eurípides se trasladó al interior de la cueva.

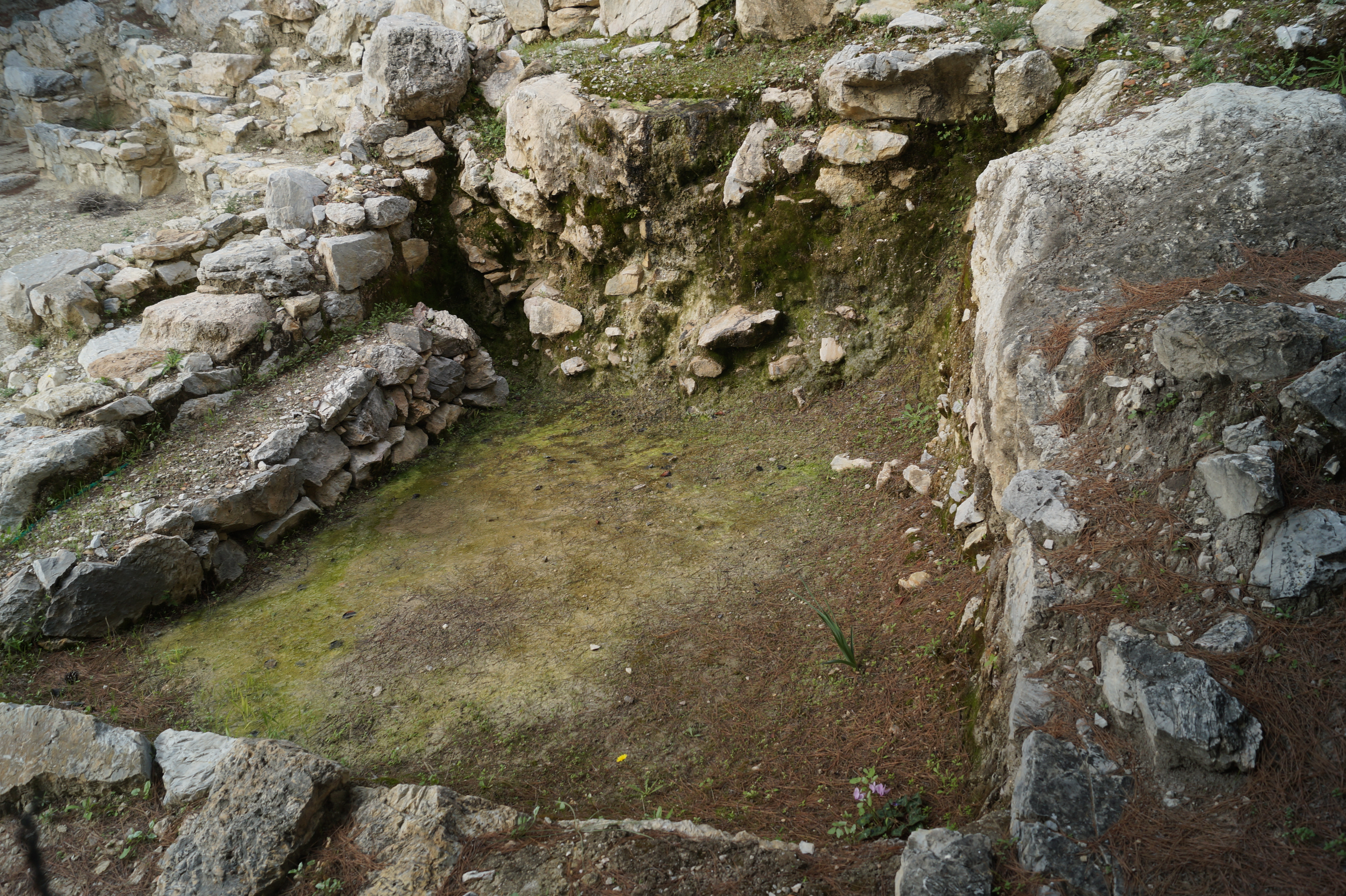
Restos del santuario de Dioniso adosado a la cueva.

La cueva se mantuvo en uso durante el período romano, y se convirtió en un lugar de atracción y peregrinación. La información más antigua sobre la cueva procede de escritores de las épocas helenística y romana, como Filocoro, Sátiro el peripatético, autor anónimo de una biografía de Eurípides, y Aulo Gelio, quien afirma que él mismo visitó el lugar cuando se encontraba en la Atenas. Los hérulos y los godos destruyeron el santuario en 267. Durante el dominio franco en el XIV, la cueva se utilizó como escondite y lugar para almacenar tesoros.

## Excavaciones
La Universidad de Ioánina con el profesor asociado de arqueología prehistórica Giánnis Lólos, llevó a cabo las excavaciones entre 1994 y 1997, durante las cuales se retiró y tamizó el relleno, que pesaba un total de 120 toneladas. Los hallazgos muebles que aparecieron demuestran el diferente uso de la cueva a lo largo de los seis periodos de la prehistoria y la historia griegas. Fue utilizada como lugar de culto en el neolítico tardío y final, como lugar de enterramiento en el micénico tardío, como retiro-lugar de inspiración y creación poética en el periodo clásico, como lugar de culto en el periodo helenístico y romano, con especial esplendor en el mundo romano y, por último, como refugio y escondite de tesoros en el periodo franco.

## Cueva y hallazgos

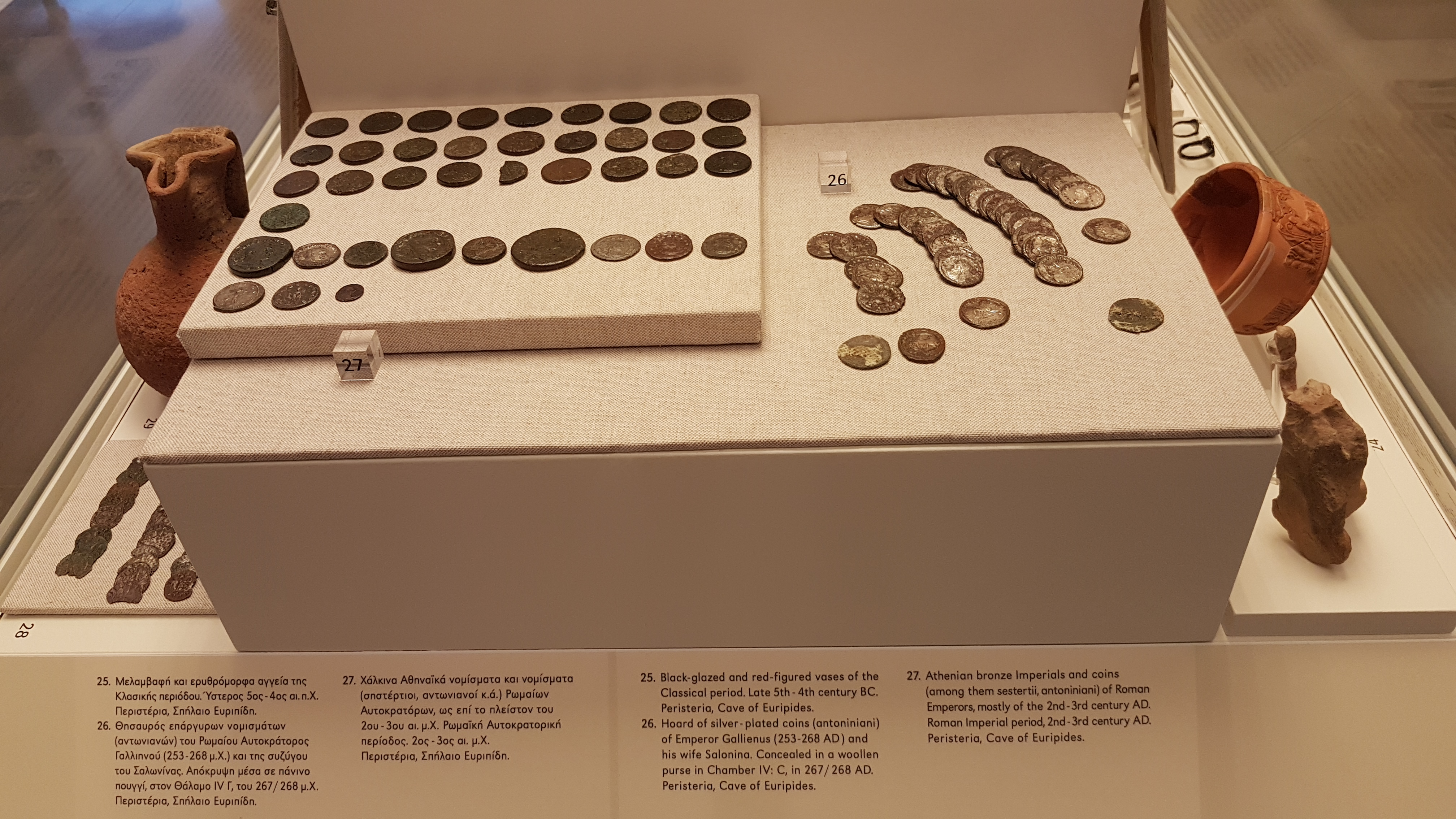
Depósito de monedas romanas de plata (253-268 d. C.) hallado en la cueva.

La Cueva de Eurípides se encuentra a 115 m sobre el nivel del mar. Situada en una colina que domina el golfo Sarónico, al sur de Salamina, no está orientada hacia la costa, pero su boca ofrece una buena vista del mar.
La cueva es horizontal y tiene una entrada baja. En su interior hay diez cámaras y estrechos pasadizos y recovecos. La longitud total de las cámaras y pasadizos es de unos 47 m. En el interior de la cueva hay estalagmitas que forman como cortinas entre las cámaras.  Aulo Gellio describió el lugar como «desagradable y aterrador».

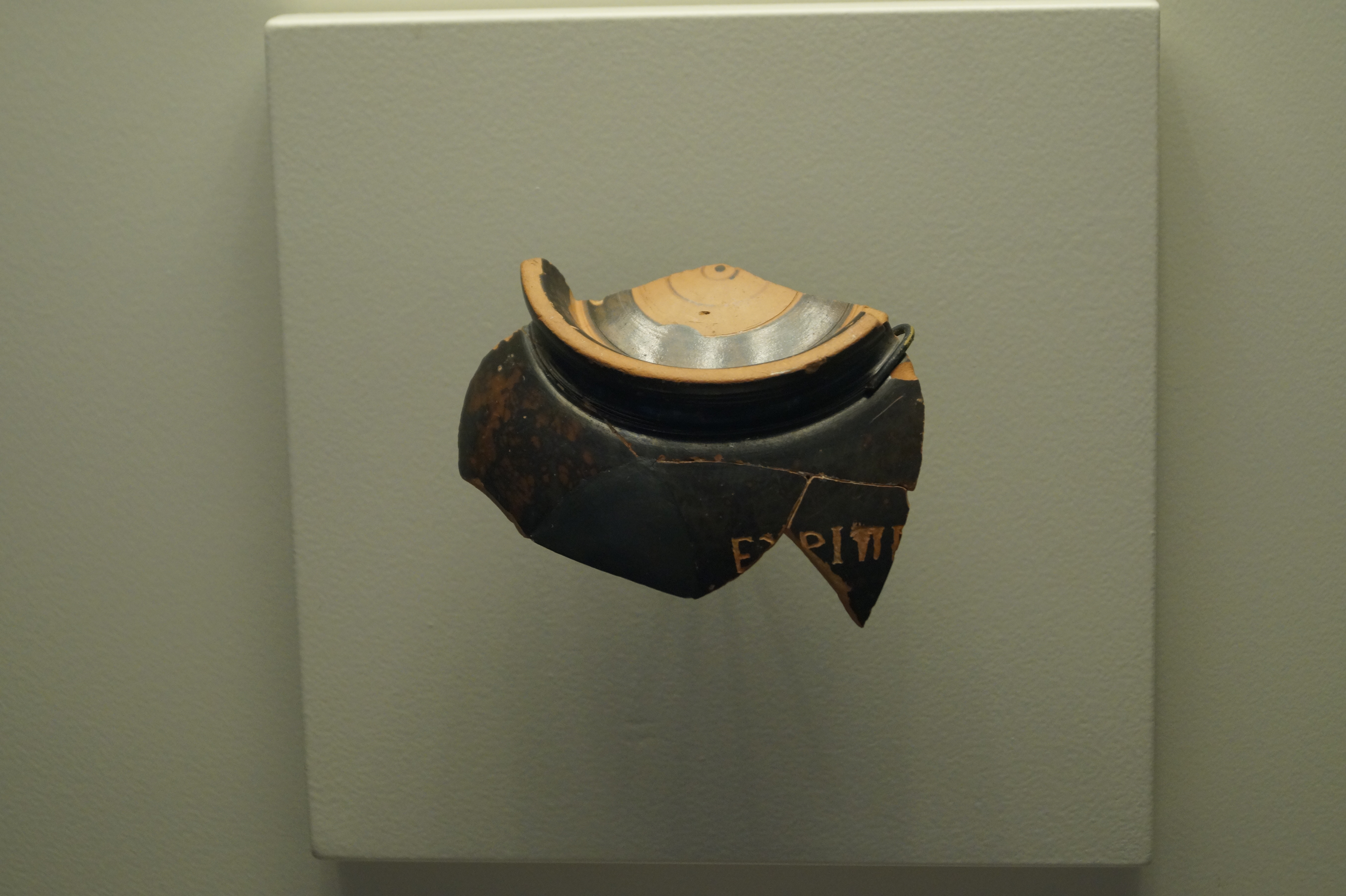
El escifo con las primeras letras del nombre de Eurípides grabadas al revés.

El santuario de Dioniso cerca de la cueva incluía un naiskos rectangular, un pequeño templo, una mesa y un depósito de agua. Se construyó cerca de una fuente de agua.
El Museo Arqueológico de Salamina conserva hallazgos de la cueva, entre los que se incluyen objetos de oro, cerámica, herramientas de sílex y obsidiana de Milo, monedas, joyas, una espada corta de bronce de época micénica y un escifo con el nombre de Eurípides grabado.